# Commer FC
Commer FC був комерційним транспортним засобом переднього керування, що вироблявся компанією Commer з 1960 по 1976 рік. Протягом свого життя він був розроблений у Commer FC був комерційним транспортним засобом переднього керування, що вироблявся компанією Commer з 1960 по 1976 рік. Протягом свого життя він був розроблений у Commer PB у 1967 році та Commer SpaceVan у 1974 році. Після того, як Rootes Group, якій належав Commer, була придбана компанією Chrysler, SpaceVan також продавався під марками Dodge, DeSoto та Fargo. З 1976 року фургон продавався лише як Dodge SpaceVan і залишався у виробництві до 1983 року. у 1967 році та Commer SpaceVan у 1974 році. Після того, як Rootes Group, якій належав Commer, була придбана компанією Chrysler, SpaceVan також продавався під марками Dodge і Fargo. З 1976 року фургон продавався лише як Dodge SpaceVan і залишався у виробництві до 1983 року.

## Опис
Commer став відомим як виробник фургонів для Британської пошти, зокрема Commer FC, який був представлений у 1960 році з багатьма типами кузова, включаючи 1500 см³ (92 куб. дюйми). Після модернізації двигуна та салону його було перейменовано на PB у 1967 році та SpaceVan у 1974 році. Після злиття Rootes Group з Chrysler, щоб створити Chrysler Europe, SpaceVan продавався як модель Dodge і Fargo до 1976 року, коли обидві назви Commer і Fargo були відкинуті. Це були фургони із заокругленою передньою частиною та вузькою передньою колією — спадщина їхньої підвіски, отриманої від автомобілів Humber. Спочатку використовувався чотирициліндровий двигун виробництва Hillman 1500 см³ (92 куб. дюйми) у серії PA, потім більший двигун об'ємом 1600 см³ (98 куб. дюймів), а з 1968 року — 1725 см³ (105,3 куб. дюймів) у PB використовувалася лише версія цього двигуна з чавунною головкою. Також був доступний дизель Perkins 4108.
«Двигун 1725 куб.см» (як його відомо; фактично він об'ємом 1724 см³ (105,2 куб. дюймів)) був доступний у 1970-х роках з тришвидкісною автоматичною коробкою передач Borg Warner (BW) Model 35 із селектором, встановленим на панелі приладів. Це не був популярний варіант, і було побудовано небагато.
Чотириступінчаста коробка передач на моделях з механічною трансмісією базувалася на тих, що встановлювалися на сучасних автомобілях Hillman Minx (покоління «Audax») і пізніших автомобілях серії Rootes Arrow, таких як Hillman Hunter.

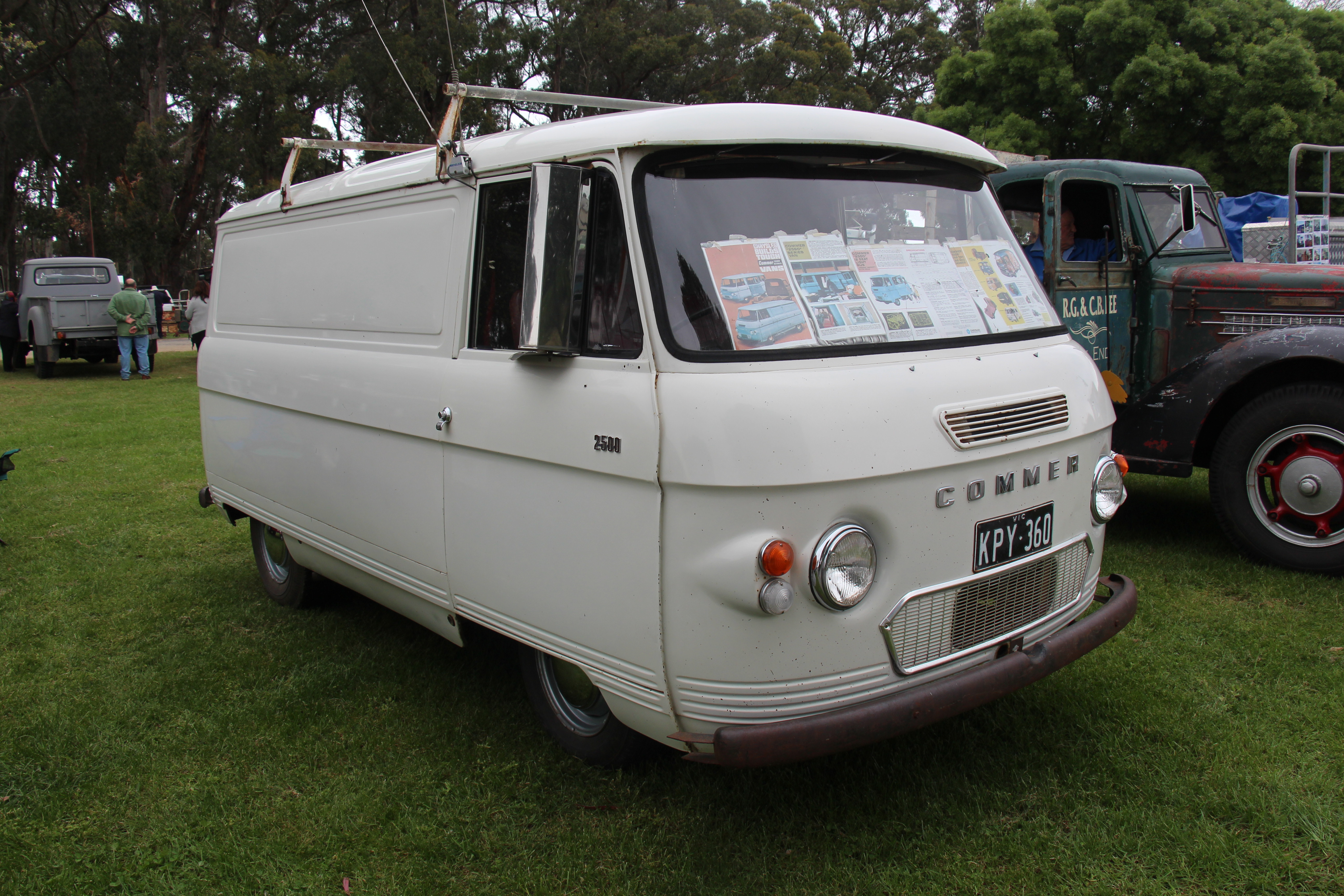
Commer PB Van 1970

Однією з причин того, що фургон був менш популярним серед операторів автопарків, ніж моделі Bedford і Ford Transit, які він продавав, було те, що, як і на моделях BMC J2 і J4, конструкція переднього керування обмежувала доступ до двигуна та змушувала змінювати двигун. інтенсивний; Єдиний спосіб зняти двигун, не впустивши підрамник підвіски, полягав у тому, щоб зняти вітрове скло та витягнути двигун через пасажирські двері. Дорожнє випробування 1974 року версії каравану, оснащеного двигуном 1725 см³, у цій формі, повільніше прискорення, ніж конкурент BMC. Проте випробувачі повідомили, що на швидкості 70 миль/год (110 км/год) фургон був «явно на абсолютному ліміті, кричачи геть у дуже тривожний спосіб»; читачам порадили дивитися 65 миль/год (105 км/год) як більш реалістичний абсолютний максимум.

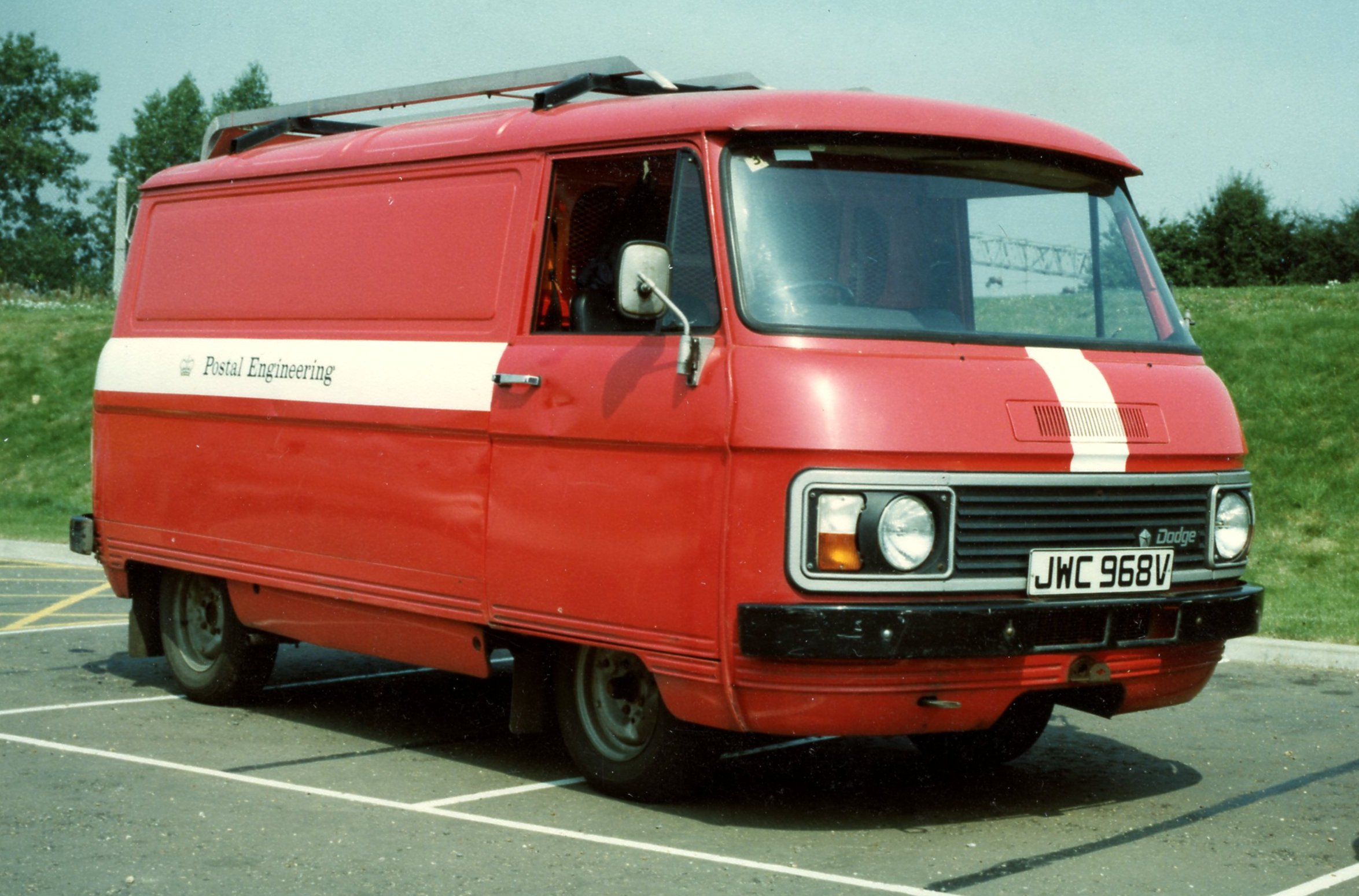
Dodge Spacevan

Як повідомляється, однією з умов урядової допомоги британським підприємствам Chrysler у 1976 році було зобов'язання оновити Spacevan, який хвалили за його гальма, проходження поворотів і ціну, але критикували за його потужність, комфорт і максимальну швидкість. Таким чином, у 1977 році був представлений оновлений Spacevan з тією ж механікою, але з численними косметичними змінами, зручностями та новим інтер'єром. Незважаючи на те, що Spacevan застарів через закриття в 1982 році, коли компанія Commer перейшла до Peugeot, Spacevan залишався знайомим у Великій Британії завдяки своїй ролі в Post Office Telephones, яка була майже єдиною причиною того, що він так довго залишався у виробництві і ці фургони та невиконані замовлення були успадковані компанією British Telecom під час її створення в жовтні 1981 року. До цього часу було три двигуни: два 1,7 л бензинових двигуни потужністю 37 кВт (з низьким стисненням) і 42 кВт (з високим стисненням), і невеликий дизельний двигун (31 кВт), чотириступінчаста механічна коробка передач, без автоматичної. Останній Spacevan був побудований в 1983 році.

## Двигуни
- 1,494 см3 I4
- 1,592 см3 I4
- 1,724 см3 I4
- 1,621 см3 Perkins 4.99 diesel I4
- 1,760 см3 Perkins 4.108 diesel I4